# Joaquim José Pereira da Silveira e Sousa
Joaquim José Pereira da Silveira e Sousa (Velas, 17 de Fevereiro de 1796 — Urzelina, 1 de Maio de 1870) foi um grande proprietário da vila de Velas e político da direita constitucional, bacharel em Leis pela Universidade de Coimbra, que, entre outras funções, foi deputado às Cortes e governador civil do distrito da Horta.

## Biografia
Joaquim José Pereira da Silveira e Sousa foi filho segundo do capitão-mor da vila de Velas, Joaquim José Pereira da Silveira de Sousa, e de sua mulher Maria Doroteia da Silveira e Cunha, ambos descendentes da melhor aristocracia jorgense e senhores de grandes vínculos e há muito ligados à governança municipal da ilha.
Depois de estudos preparatórios em Velas e em Angra, formou-se bacharel em Leis pela Universidade de Coimbra em 1822, regressando de seguida a São Jorge para se ocupar na administração da grande fortuna familiar.
Tendo vivido em Coimbra os tempos conturbados que se seguiram à Revolução do Porto, interessou-se pela política liberal, embora se mantivesse sempre próximo do campo mais conservador do constitucionalismo. Liderou em São Jorge o ramo cartista, aderindo ao cabralismo. Esta adesão à direita fez dele o político mais importante do seu tempo na ilha de São Jorge, criando uma base de poder que envolvia a sua vasta parentela e o grande número de rendeiros e foreiros das propriedade familiares.
Foi presidente da Câmara Municipal de Velas em várias épocas, e como tal recebeu o rei D. Pedro IV, quando este desembarcou na ilha de São Jorge aos 11 de Abril de 1832.
Flexível nas suas alianças e sempre próximo do centro, apenas deixou a esfera do poder durante o período mais aceso do setembrismo (1836-1839), regressando pouco depois.
Foi por diversas vezes provedor do concelho de Velas e administrador do mesmo concelho. Foi deputado pelo círculo eleitoral de Angra do Heroísmo na legislatura de 1848 a 1850, fazendo parte da Comissão do Ultramar, mas com uma posição apagada no debate parlamentar. A única proposta de lei que apresentou foi aprovada e autorizou o Governo a ceder à Santa casa da Misericórdia de Velas o extinto Convento de São Francisco daquela vila, hoje o Centro de Saúde de Velas.
Com a subida ao poder do governo presidido por António Bernardo da Costa Cabral, por decreto de 29 de Dezembro de 1849 foi nomeado governador civil do Distrito da Horta, cargo que manteve até 9 de Dezembro de 1850.
A partir de 1852 assumiu a chefia do Partido Regenerador no concelho de Velas e depois em toda a ilha de São Jorge, passando a ser o líder político indisputado da ilha até ao seu falecimento.
Sem filhos varões que lhe sucedessem, casou a sua filha Doroteia Pereira da Silveira e Sousa com o jovem médico calhetense, mas residente em Lisboa, José Caetano de Sousa e Lacerda, o qual lhe sucedeu como deputado regenerador. Quando aquela faleceu vítima de tuberculose, o jovem viúvo casou com outra das filhas, Estefânea Pereira da Silveira e Sousa. Infelizmente, também esta, tal como o marido, viria a falecer daquela doença.